# Torn (botanik)
Torn eller törn (tidigare även tårn), även törne, är ett spetsigt och vasst utskott på en växt som skyddar mot betande djur. De bildas från lång- eller kortskott eller från ombildade blad, vilket innebär att de har kärlvävnad i sig, till skillnad från taggar som inte har det.
Buskar med torner/törner kallas för törnbuske medan buskar med taggar kallas för taggbuske, även om dessa vardagligt används omväxlande.
Exempel på växter med tornar är slån, berberis, hagtorn och havtorn (men inte rosor). I den bibliska berättelsen bar Jesus en törnekrona.